# Szalagos bekard
A szalagos bekard (Pachyramphus versicolor) a madarak (Aves) osztályának verébalakúak (Passeriformes) rendjébe és a Tityridae családjába tartozó faj. Egyes szervezetek az egész családot, a kotingafélék (Cotingidae) családjában sorolják Tityrinae alcsaládként.

## Rendszerezése
A fajt Gustav Hartlaub német ornitológus írta le 1843-ban, még a lombgébicsfélék (Vireonidae) családjába tartozó Vireo nembe Vireo versicolor néven.

## Alfajai
- Pachyramphus versicolor costaricensis Bangs, 1908
- Pachyramphus versicolor meridionalis Carriker, 1934
- Pachyramphus versicolor versicolor (Hartlaub, 1843)[2]

## Előfordulása
Costa Rica, Panama, Bolívia, Ecuador, Kolumbia, Peru és Venezuela területén honos. A természetes élőhelye a szubtrópusi vagy trópusi síkvidéki- és hegyi esőerdők. Állandó, nem vonuló faj.

## Megjelenése
Testhossza 11,5-13 centiméter, testtömege 14-17 gramm.
|  |

## Életmódja
Ízeltlábúakkal és kisebb gyümölcsökkel táplálkozik.

## Külső hivatkozások
- Képek az interneten a fajról
- Ibc.lynxeds.com
- Xeno-canto.org - a faj hangja és elterjedési területe